# 八幡馬場駅
八幡馬場駅（はちまんばばえき）は、かつて和歌山県海草郡野上町（現・紀美野町）小畑にあった野上電気鉄道野上線の駅（廃駅）。

## 歴史
- 1916年（大正5年）2月4日：野上軽便鉄道（のちに野上電気鉄道）開通と同時に開業。
- 1994年（平成6年）4月1日：野上線廃止に伴い廃止。

## 駅構造
片面ホーム1面1線を有した地上駅。登山口方面側のすぐそばに踏切があった。

## 駅周辺
- 野上八幡宮 - 当駅が野上八幡宮の門前に位置していたので駅名の由来になった。駅の前に参道が通っていた。
- 国保野上厚生総合病院
- 国保野上厚生総合病院附属看護専門学校

## 廃線後の状況
野上中駅跡地付近から登山口駅跡地まで国道370号のバイパスとなり、供用中。

## 隣の駅
野上電気鉄道
野上線
北山駅 - 八幡馬場駅 - 紀伊野上駅